# Strichert Landgren
Strichert Christian Landgren, född den 22 juli 1776 i Simrishamn, död den 5 juni 1843 i Stockholm, var en svensk jurist. Han var son till Pehr Gustaf Landgren. 
Landgren blev student vid Lunds universitet 1791. Han blev auskultant i Göta hovrätt 1794 och borgmästare i Simrishamn 1800. Som vice häradshövding förestod Landgren domsagor på kortare och längre tider. Han blev assessor i Svea hovrätt 1810 och hovrättsråd 1824. Landgren blev ombudsman för Trollhätte kanaldirektion 1816, ombudsman vid Institutet för dövstumma och blinda 1817, var fullmäktig vid Allmänna brandförsäkringsverket 1826–1827 och blev direktör vid Strömsholms slussverk 1828. Landgren blev vice president i hovrätten 1837 och ledamot av Sjöförsäkringsöverrätten samma år. Han blev riddare av Nordstjärneorden 1828. Landgren vilar på Maria Magdalena kyrkogård på Södermalm i Stockholm.